# Mitologia berbere
A mitologia berbere é o conjunto de antigas crenças e deidades do povo berbere nos seus territórios históricos no norte da África. Muitas das antigas crenças berberes tiveram um alcance local, enquanto outras foram quer importadas ou produto de diversas influências, devido ao contato que ao longo do tempo tiveram estes povos com diversas mitologias: africana, egípcia, fenícia, ibérica e grega (especialmente na época helenística; também têm nela uma forte presença o judaísmo e do cristianismo. O influxo mais recente provém do Islã e da mitologia árabe, que data de época medieval. Algumas das antigas crenças berberes ainda sobrevivem na cultura popular e na tradição berbere. 

## Práticas funerárias
As pesquisas arqueológicas em túmulos pré-históricos do noroeste africano revelaram que o corpo dos defuntos era pintado com ocre vermelho. Os defuntos algumas vezes eram enterrados com cascas de ovos de avestruz, joias e armas. Os corpos eram colocados de lado, enquanto outros eram enterrados em posição fetal.
Ao contrário dos berberes, os guanches mumificavam os corpos. Na Líbia, em 1958, Fabrizio Mori desenterrou uma múmia mais antiga que as múmias egípcias que se acharam até a atualidade.

## O culto aos defuntos
Os autores do livro The Berbers afirmaram que o culto aos mortos foi uma das características distintivas dos berberes na Antiguidade. Pompônio Mela informou de que os augelas (modernamente chamados Awjila, na Líbia) divinizavam os espíritos dos seus antepassados. Juravam por eles e consultavam os seus espíritos. Depois, tinham o costume de dormir nos seus túmulos para esperar a que lhes respondessem em sonhos.
Heródoto (484 – c. 425 a.C.) observou a mesma prática entre os nasamões, que habitavam nos desertos que circundavam Siuá e Augila. Heródoto escreveu:

(..)De entre eles, juravam pelos homens que se dizia que fossem mais retos e valentes, pondo as mãos sobre os seus túmulos; e praticavam a adivinhação, visitando os túmulos dos seus antepassados, e dormindo sobre eles após ter dito as suas preces; e aquilo que vem em sonhos, isso aceitam.
O culto aos santos ainda existe entre os berberes atualmente, em torno dos marabutos, muito estendidos a noroeste da África, especialmente em Marrocos. Os berberes também davam culto aos seus reis. Os túmulos dos reis da Numídia estão entre os monumentos mais notáveis que legaram os berberes da Antiguidade.

## Antigos túmulos berberes
Os primitivos túmulos berberes provam que eles e os seus antepassados criam no além. Os homens pré-históricos do noroeste da África enterravam os corpos em pequenos fojos. Depois, começaram a fazer enterramentos mais profundos. Mais tarde, enterraram os seus mortos em grutas, túmulos na rocha, e outros tipos de túmulos.
Estes túmulos evoluíram das primitivas estruturas para outras muito mais elaboradas, tais como os túmulos piramidais que se estendem pelo Norte da África. A honra de serem enterrados em túmulos deste tipo parece que ficava reservado a personagens relevantes da comunidade.
Estes túmulos na forma de pirâmide chamaram a atenção de alguns estudiosos, como Mohammed Chafik, que escreveu um livro sobre a história de vários túmulos que sobreviveram até à época moderna. Tratou de relacionar os túmulos piramidais berberes com as grandes pirâmides egípcias; para isso, baseou-se em dados etimológicos e históricos. As pirâmides berberes mais conhecidas são a pirâmide númida, pré-romana de 19 metros, chamada de Medracen, e a Antiga Pirâmide Mauritana de 30 metros. A pirâmide mauritana, também denominada "Kbour-er-Roumia" ou "Tumba da Mulher Romana" sofreu uma má tradução da sua denominação pelos colonizadores franceses, e foi chamada durante um tempo, "Túmulo da Mulher Cristã".

## Cultura megalítica
Santo Agostinho mencionou que os africanos politeístas davam culto às pedras. Apuleio afirmou também que se dava culto às rochas no século II a.C.. A cultura megalítica pôde ter sido parte do culto aos mortos ou às estrelas.
O monumento de Mzora é o monumento megalítico mais conhecido do noroeste africano. Compõe-se de um círculo de megálitos que rodeiam um túmulo. O megálito mais alto excede os 5 metros. Segundo a lenda, trata-se do sepulcro do mítico rei líbio Anteu. Em 1926 outro monumento megalítico foi descoberto a sul de Casablanca; apresentava inscrições funerárias talhadas em escrita líbico-berbere, chamada tifinague.
Heródoto mencionou que os antigos berberes (que ele conhecia como líbios) davam culto ao sol e à lua, e faziam-lhes sacrifícios. Escreveu:

Começaram pela orelha da vítima, que cortaram e arrojaram sobre a sua casa: feito isto, mataram o animal, torcendo-lhe o pescoço. Sacrificam apenas em culto ao sol e à lua, a nenhum outro deus. Este culto é comum a todos os líbios.
Cícero (105-43 a.C.) também menciona o mesmo culto em Da República (Sono de Cipião):

Quando fui apresentado a ele, o ancião (Massinissa, rei da Numídia) abraçou-me, verteu lágrimas, e então, olhando para o céu, exclamou: Agradeço-vos, oh supremo Sol, bem como a vós, seres celestiais, que antes de partir desta vida, tenha alojado no meu reino, e no meu palácio, a Públio Cornélio Cipião....
Outras inscrições latinas achadas na África do Nordeste são dedicadas ao deus Sol. Um exemplo é a inscrição achada em Souk Ahras (o local no que nasceu Santo Agostinho); ou a de Tagaste, na Argélia) que reza: Solo Deo Invicto.
Samuel, o Confessor parece ter sofrido os adoradores berberes do sol, que trataram, sem sucesso, de voltar ao seu culto.
Entre os Tuaregues Awelimmiden, acredita-se que o nome Amanai tem o significado de "Deus". A Líbia, na Antiguidade poderia dar culto ao sol poente, personificado em Amom, que aparecia representado por um chifre de cabra.
Dava-se culto ao sol nas zonas de montanha (e.g. Atlas), bem como às rochas, às cavernas e aos rios.

## Crenças egípcio-berberes
Na Antiguidade, os egípcios eram vizinhos dos berberes. Poderiam ter tido uma antiga origem comum no Saara central. Assim, às vezes supõe-se que compartiam o culto de algumas deidades. 

### Deidades egípcias
Os antigos berberes do leste davam culto a Ísis e a Seti.
Isto foi mencionado por Heródoto:

Nenhuma destas tribos (líbias) comiam carne de vaca, mas abstinham-se dela pela mesma razão que os egípcios (…) Até mesmo em Cirene, as mulheres acreditam que não é correto tomar carne de vaca, pois nisto honram a Ísis, a deusa egípcia, à qual dão culto (…).
Osíris era uma das deidades egípcias veneradas na Líbia. Contudo, o Dr. Budge (com outros estudiosos) acredita que Osíris era uma deidade de origem líbia: "Tudo o que os textos revelam em relação a ele mostram que era um deus da África do nordeste e que a sua origem era possivelmente líbia”."

### Deidades berberes
Os egípcios consideravam que alguns dos seus deuses tinham origem líbia, como Neite, que teria emigrado da Líbia para estabelecer o seu templo em Sais, no delta do Nilo. Alguns mitos situam o nascimento de Neite no território da atual Tunísia.
É preciso salientar também que alguns deuses egípcios apresentavam características berberes próprias da antiga Líbia, como "Ament", que portava duas canetas, que eram adornos habituais dos líbios na Antiguidade.

### O deus Amom
Amom era o deus mais importante que tinham em comum berberes e egípcios. Resulta difícil adscrever este deus a um único panteão. Apesar de a maioria das fontes modernas ignorarem a existência de Amom na mitologia berbere, este talvez fosse a maior das antigas deidades berberes. Foi honrado pelos gregos na Cirenaica, e foi fusionado com o deus fenício Baal, devido ao influxo líbio. 
O mais famoso templo dedicado a Amom na antiga Líbia foi o templo do oásis de Siuá.
Alguns estudiosos acreditam que os nomes das antigas tribos berberes, os Garamantes e os Nasamônios, estão relacionados ao nome de Amom.

## Crenças fenício-berberes
Os fenícios foram um povo semítico que nas suas origens morava nas costas do atual Líbano. Era um povo de navegantes, que fundaram Cartago em 814 a.C. Mais tarde alumbraram a cultura púnica, que tinha as suas raízes nas culturas berbere e fenícia. Alguns estudiosos distinguiam duas fases nas relações entre fenícios e berberes:

### Antes da Batalha de Hímera (480 a.C.)
Quando os fenícios se estabeleceram a noroeste da África, permaneceram nas zonas costeiras para evitar a guerra com os berberes. Conservaram os deuses que trouxeram das suas terras de origem. Os primitivos cartagineses tinham dois deuses importantes: Baal e Astarte.

### Depois da Batalha de Hímera
Cartago começou as suas alianças com as tribos berberes após a batalha de Hímera, na qual os cartagineses foram derrotados pelos gregos. Além das mudanças políticas subsequentes, os cartagineses importaram algumas deidades berberes.
Baal foi o primeiro dos deuses ao qual se deu culto em Cartago. Mais tarde, Baal foi fusionado com o deus líbio Amom, para se tornar Baal-Amom. No noroeste africano encontram-se diversas imagens deste deus. A deusa Astarte foi substituída por uma deusa nativa, Tanit, que se pensa ser de origem berbere. Mesmo o seu nome, “Tanit”, tem estrutura linguística berbere (tamaziguete ou amazigue), pois os nomes femininos começam e terminam com "t" na língua berbere.
Alguns estudiosos pensam que a deusa egípcia Neite está relacionada à deusa líbia Tanite (Taneite). Também há nomes fenícios e númidas que, ao parecer, contêm raízes relacionadas ao nome do deus Baal, como “Adherbal” e “Aníbal”.

## Crenças greco-berberes
Os antigos gregos estabeleceram colônias na Cirenaica. Os gregos tiveram influência no panteão berbere oriental, mas também experimentaram o influxo da cultura e das crenças berberes. No geral, nas relações entre a Grécia e a Líbia antigas podem ser diferenciados dois períodos diferentes. No primeiro deles, os gregos mantiveram relações pacíficas com os líbios. Depois entraram em guerra. Estas relações sociais tiveram um reflexo nas suas crenças.

### Antes da Batalha de Irassa (570 a.C.)
A primeira influência que se observa nas crenças greco-cirenaicas é o mesmo nome de “Cirenaica”, cuja etimologia está relacionada ao nome Cire, antropônimo duma legendária guerreira berbere, corajosa na caça do leão. Os gregos emigrados converteram-na na sua protetora, junto ao seu deus Apolo.
Parece que os gregos de Cirenaica também adotaram alguns costumes berberes, desposando mulheres berberes. Heródoto menciona que os líbios ensinaram aos gregos como jungir quatro cavalos a um carro. Os gregos cirenaicos construíram templos para o deus líbio Amom em lugar de para Zeus, e depois identificaram o seu deus supremo com o deus líbio Amom. O culto de Amom era tão estendido entre os gregos que até mesmo Alexandre, o Grande decidiu ser declarado filho de Zeus no templo de Siuá, pelos sacerdotes líbios de Amom.
Os historiadores antigos mencionaram que algumas deidades gregas eram de origem líbia, como a filha de Zeus, Atena. Assim o menciona Heródoto. Estes historiadores afirmam que, em sua origem, foi honrada pelos berberes em torno do lago Tritônis, onde nascera do deus Posídon, segundo um mito líbio. Heródoto escreveu que o égide e as roupas de Atena eram as que acostumava usar uma mulher líbia.
Heródoto, assim mesmo, afirmou que Posídon (uma importante deidade marinha grega) foi adotado pelos líbios do panteão grego. Também sublinhou que nenhum outro povo dava culto a Posídon desde havia muito tempo exceto os líbios, que estenderam esse culto:

(..)acredito que estes receberam os seus nomes dos pelasgos, exceto Posídon; pois, enquanto a este deus, os helenos aprenderam o seu culto dos líbios, porque nenhum povo, exceto o povo líbio teve o nome de Posídon desde o princípio nem honrou sempre a este deus.
Outras deidades gregas eram relacionadas à antiga Líbia, como a deusa Lámia, que teria a sua origem ali, como Medusa e as Górgonas. Os gregos parecem achar ali Tritão.
Os gregos talvez acreditassem que as Hespérides se localizavam no território do atual Marrocos. Alguns estudiosos situam a sua morada em Tânger, onde vivia Anteu, segundo alguns mitos. Acreditava-se que as Hespérides eram as filhas de Atlas, um deus que Heródoto associou à cordilheira do Atlas, à que os berberes davam culto.

### Depois da Batalha de Irassa
Os gregos e os líbios deixaram de conviver em harmonia à época de Battus II. Battus II começou a convidar em segredo outras facções gregas para que acudissem à Líbia. Os líbios consideraram isto como um perigo que devia ser neutralizado, de modo que os berberes começassem a lutar contra os gregos, por vezes em aliança com os egípcios e, em outras ocasiões, com os cartagineses. Contudo, os gregos venceram.

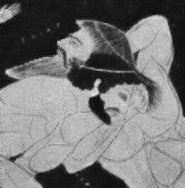
Anteu é representado com longa cabeleira e com barba, ao contrário do que se observa nas representações de Hércules.

Alguns historiadores acreditam que o mito de Anteu reflete aquelas guerras entre líbios e gregos.
O mito narra que Anteu foi o invito protetor do povo líbio. Era o filho do deus Posídon e de Gaia. Era também o esposo da deusa berbere Tinjis. Acostumava proteger as terras dos berberes, até ser morto pelo herói grego Heracles (ou Hércules), que se desposou com Tingis e foi o pai de Sufax, o seu filho greco-berbere. Alguns reis líbios, como Juba I, reivindicavam serem descendentes de Sufax.
Enquanto algumas fontes mencionam Anteu como o rei de Irassa, Plutarco afirmou que os líbios enterraram-no em Tânger:

…dizem os líbios que Anteu foi enterrado nesta cidade (Tânger), e Sertorius mandou abrir o seu túmulo, cujas grandes dimensões lhe fizeram duvidar dos bárbaros...(Plutarco, Vidas Paralelas)
Na iconografia grega, Anteu distinguiu-se pelo seu aspecto diferente do dos gregos. Era representado com longa cabeleira e barba, aparência comum entre os líbios orientais.

## Crenças romano-berberes
Os romanos aliaram-se em primeiro lugar com os númidas contra Cartago. Cartago caiu em 146 a.C., e depois também Numídia viria ser anexada ao Império Romano.

### Antes da romanização
Os berberes lutaram contra romanos e bizantinos. Tinham deidades guerreiras, como Gurzil e Ifri. Honrava a deusa da guerra, Ifri ou Ifru, que consideravam a sua protetora e que aparecia representada nas moedas berberes; parece ter sido uma deusa com grande influxo ao norte da África. Plínio, o Velho mencionou que ninguém na África decidia nada antes de invocar “África” (o nome latino de Ifri). Esta deusa aparece representada de diferentes maneiras nas moedas númidas desde o século I a.C. Quando os romanos conquistaram o noroeste da África, também começou a aparecer representada nas moedas das províncias romanas norte-africanas.
Gurzil era um deus da Guerra, com figura de touro, identificado com o filho de Amom. Os berberes levavam-no à batalha quando lutavam contra os romanos. Flávio Crescônio Coripo mencionou que o chefe leuata (conhecido pelos árabes com o nome de luatas) Jarna levou o seu deus Gurzil à batalha contra os bizantinos. Jarna era um governante mauro e sumo sacerdote de Gurzil. Quando os mauros foram derrotados, ele fugiu com a imagem de Gurzil, mas foi capturado e assassinado e a imagem destruída. Havia entre as ruínas de Guirza, na Líbia, um templo, que poderia estar dedicado a Gurzil, e o nome da cidade poderia também derivar desta etimologia.

### Influência romana
Quando a África do nordeste foi anexada ao Império Romano, os berberes começaram a dar culto a deidades romanas como Júpiter, conhecido por eles como Mastimã. Júpiter também foi identificado com o deus líbio Amom.
Outra deidade muito temida era Saturno. Dizia-se que se comunicava com os crentes em sonhos, e os africanos da zona nordeste dedicavam-lhe sacrifícios humano. Tertuliano escreveu que se oferecia a crianças em sacrifício a Saturno na África. Os historiadores pensam que este culto estava mais próximo do de Baal-Amom que ao do Saturno romano.
Quando Sétimo Severo, natural de Líbia, chegou a ser imperador, introduziu-se em Roma o culto a Tanite.